# Club-Cola
 (novembre 2023).
Club Cola est une boisson gazeuse allemande de type cola, née en 1966 en République démocratique allemande

## Histoire

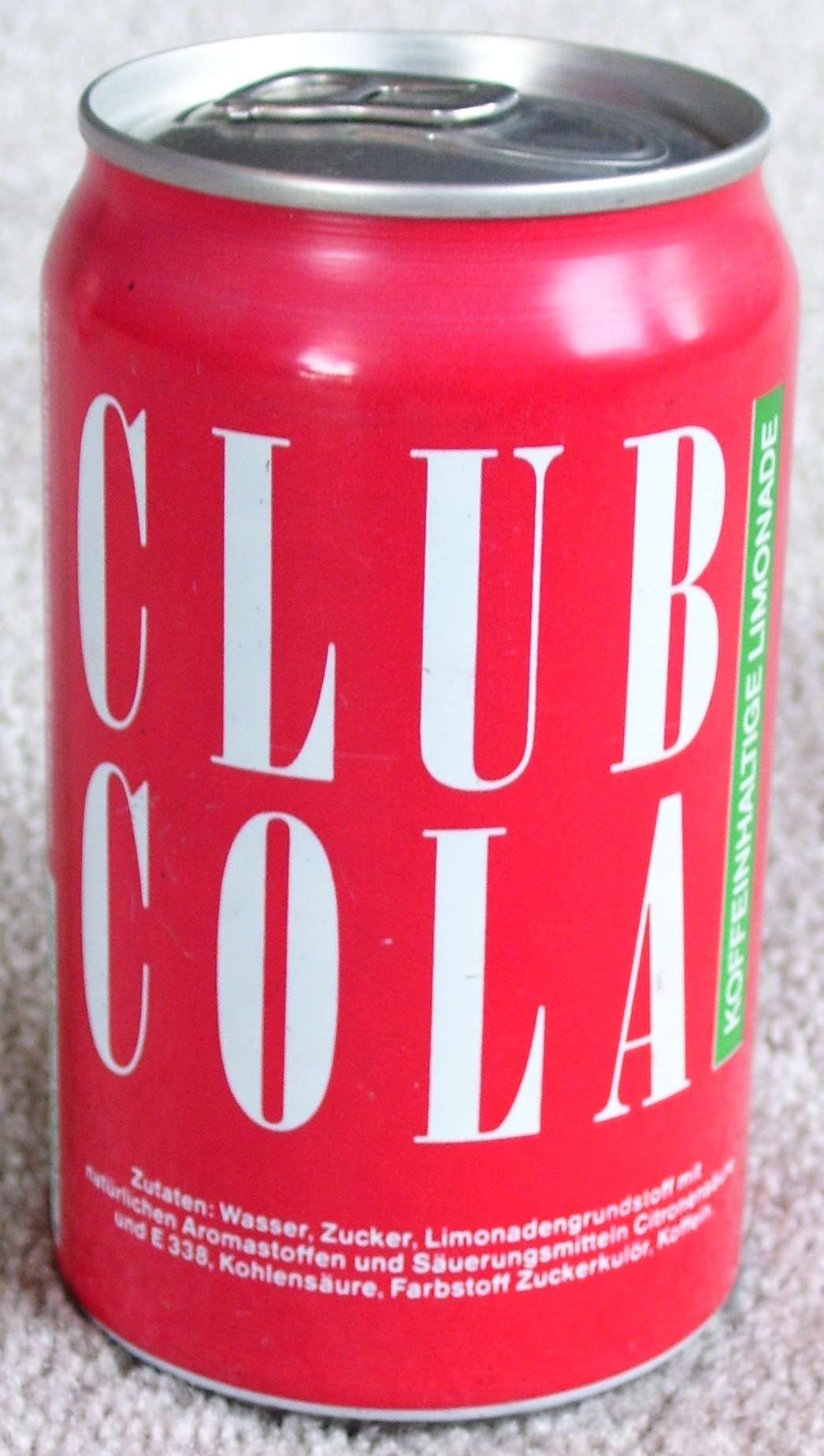
Une canette de Club Cola produite en 1993, après la réunification allemande.

Fabriqué à l'origine à la demande du Parti socialiste unifié d'Allemagne et d'autres organisations gouvernementales, le Club Cola est créé pour que l'Allemagne de l'Est dispose de sa propre boisson gazeuse au cola dont le goût et l'apparence sont similaires à celles vendues dans le monde occidental.
Le gouvernement annonce son projet de boisson lors de la Foire de printemps de Leipzig en 1966. Le 19 avril 1967, le premier Club Cola est mis en bouteille à Berlin-Est. Cette boisson gazeuse est si populaire auprès des citoyens est-allemands que le Club Cola reçoit une médaille d'or dans la Catégorie boissons gazeuses à la foire de printemps de Leipzig en 1972.

## Le Club Cola aujourd'hui
En 1992, le Club Cola est réintroduit sur le marché allemand par Spreequell Mineralbrunnen GmbH et est vendu  dans tout le pays. La boisson a bénéficié d'un effet Ostalgie, la nostalgie de l'Allemagne de l'Est, mais a été aussi promue comme une marque pour les jeunes.
La marque appartient à l'époque actuelle au groupe Rhönsprudel (de).